# Centennial Stadium
Centennial Stadium – wielofunkcyjny stadion w Victorii, w Kanadzie, zlokalizowany w kampusie University of Victoria. Może pomieścić 5000 widzów. Obiekt jest areną domową wielosekcyjnego klubu Victoria Vikes. W 1994 roku stadion był główną areną XV Igrzysk Wspólnoty Narodów. Przed imprezą został zmodernizowany, a jego pojemność na czas zawodów została powiększona do 30 000 widzów. Obiekt gościł także część spotkań piłkarskich Mistrzostw Świata U-19 kobiet 2002.